# Universitas Negeri Manado
Universitas Negeri Manado – indonezyjska uczelnia publiczna w mieście Tondano (prowincja Celebes Północny). Została założona w 1955 roku.

## Wydziały
- Fakultas Bahasa dan Seni
- Fakultas Ekonomi
- Fakultas Ilmu Keolahragaan
- Fakultas Ilmu Pendidikan
- Fakultas Ilmu Sosial
- Fakultas Matematika dan IPA
- Fakultas Teknik

Źródło: .